# Nout Wellink
Arnout Henricus Elisabeth Maria (Nout) Wellink (Bredevoort, 27 augustus 1943) is een Nederlands econoom. Sinds december 2018 is hij niet-uitvoerend lid van de raad van bestuur van de grootste Chinese staatsbank ICBC. Daarvoor was hij vanaf oktober 2012 toezichthouder in het bestuur van de Chinese Staatsbank Bank of China. Van 1 juli 1997 tot 1 juli 2011 was hij president van De Nederlandsche Bank, waar hij door Klaas Knot werd opgevolgd. Van juni 2006 tot en met 2011 was Wellink tevens voorzitter van het Bazels Comité voor bankentoezicht (BCBS).

## Biografie
Wellink werd in Bredevoort geboren in een rooms-katholiek gezin. Wellink behaalde in 1961 zijn gymnasium B-diploma. Hierna studeerde hij Nederlands recht aan de Rijksuniversiteit Leiden van 1961 tot 1968. Tijdens zijn studie was hij lid van Het Leidsch Studenten Corps (LSC) en de Rooms-katholieke Studentenvereniging Sanctus Augustinus. Van 1965 tot 1970 werkte Wellink als student-assistent en wetenschappelijk medewerker in de economie aan de rechtenfaculteit in Leiden. In 1975 promoveerde hij aan de Erasmus Universiteit Rotterdam in de economie op het proefschrift getiteld De inkomenselasticiteit van het Nederlandse belastingstelsel.
Van 1970 tot 1982 werkte hij bij het ministerie van Financiën, waar hij opklom tot directeur Algemene Financiële en Economische Politiek, en Thesaurier-generaal. Op 1 januari 1982 werd Wellink directielid bij de Nederlandsche Bank, en per 1 juli 1997 werd hij, als opvolger van Wim Duisenberg, president bij datzelfde instituut.

### President van de Nederlandsche Bank
In zijn functie als president van De Nederlandsche Bank was het vanaf het begin Wellinks taak om de Bank een plaats te geven binnen het Europees Stelsel van Centrale Banken bij het uitstippelen van het gemeenschappelijke monetaire beleid van de Europese Economische en Monetaire Unie (EMU). Als lid van de Raad van Gouverneurs van de Europese Centrale Bank verwierf Wellink groot gezag bij zijn Europese collega’s. Als directeur van De Nederlandsche Bank had hij zich reeds sterk gemaakt het monetaire onderzoek een ruime plaats te geven binnen de beleidsvoorbereiding. In Nederland heeft hij met het wegvallen van de binnenlandse monetaire beleidstaak door zijn strategische visie een verbreding van het werkterrein van de Bank bewerkstelligd naar het toezicht, door naast het bankentoezicht De Nederlandsche Bank eveneens de toezichtstaak voor wat betreft Nederlandse  pensioenfondsen en  verzekeringsmaatschappijen te doen toekomen. Tot aan 2004 stonden pensioenfondsen en verzekeringsmaatschappijen onder toezicht van de Pensioen- en Verzekeringskamer. Sinds 2004 is De Nederlandsche Bank belast met het financiële toezicht op zowel banken, als pensioenfondsen en verzekeraars, voor zover deze Nederlands zijn. Om de integratie van deze twee instituten in goede banen te leiden kwam Wellink terug van zijn aanvankelijke voornemen om in 2005 afscheid te nemen van de Nederlandsche Bank. In 2008 sloeg hij een aanbod af om bestuursvoorzitter te worden van de Rabobank.
In de nasleep van de mondiale financiële crisis wordt Wellink vaak verweten dat hij te weinig daadkrachtig was opgetreden in de kwestie rond de omgevallen bank Icesave uit IJsland. Ook zou hij strenger hebben moeten toezien op de stabiliteit van Nederlandse banken en zou hij fouten hebben gemaakt rond de verkoop van ABN AMRO.
In juli 2011 liep zijn tweede termijn als president van De Nederlandsche Bank af. In de jaren hierna was hij in Nederland mikpunt van zware kritiek.

### Voorzitter van het Bazels Comité voor bankentoezicht
Van juni 2006 tot en met 2011 was Wellink voorzitter van de Bazels Comité voor bankentoezicht (BCBS), een internationaal orgaan dat toezichtregels ontwerpt voor banken. Als voorzitter van dit comité was hij de belangrijke man achter Bazel III, een pakket aan maatregelen dat banken wereldwijd voorschrijft om in de toekomst meer kapitaal aan te houden. Wellinks uitgangspunt was dat een veerkrachtig banksysteem een noodzakelijk voorwaarde is voor gezonde financiële markten en economische groei. Toezichthouders kunnen de volgende crisis niet voorspellen, maar ze kunnen wel lessen trekken uit de recente gebeurtenissen om zo tot een veerkrachtiger financieel systeem te komen dat beter in staat is om schokken te doorstaan, ongeacht de bron van deze schokken. Hij zorgde er tijdens zijn voorzitterschap ook voor dat China in het bestuur van de Bank voor Internationale Betalingen werd opgenomen.

### Parlementaire onderzoek en enquête financieel stelsel
Wellinks rol als toezichthouder op het Nederlandse bankwezen was onderwerp van het Parlementair onderzoek financieel stelsel dat plaatsvond in  2009-10 naar aanleiding van de kredietcrisis. De Onderzoekscommissie onder leiding van Jan de Wit concludeert in het Commissie-rapport dat het Ministerie van Financiën en DNB ten onrechte een verklaring van geen bezwaar hadden afgegeven voor de overname van ABN AMRO, dat DNB te soepel was geweest bij de toelating van Icesave tot de Nederlandse markt en dat ze bonuscultuur in de financiële sector te ver hadden laten  doorschieten. Tijdens de daarna volgende Parlementaire enquête in 2011/12 verklaarde Wellink tijdens de verhoren dat hij de kredietcrisis niet had zien aankomen: "De Nederlandsche Bank, maar ook de Nederlandse overheid heeft de systeemcrisis niet gezien. Niemand wereldwijd, behalve wat onheilsprofeten, heeft het gezien." De hoofdconclusie van deze enquête is dat de Nederlandse autoriteiten onvoldoende voorbereid waren op een crisis van een dergelijke omvang en door de crisis overrompeld werden.

### Latere activiteiten
Na zijn aftreden als president van de Nederlandsche Bank werd Wellink in oktober 2012 benoemd tot directielid van de Bank of China. Hij werd in eerste instantie voor een periode van drie jaar aangesteld als toezichthouder bij de bank. Hij werd medeverantwoordelijk voor toezicht op onder meer de strategische plannen, de financiële rapportage en het risicomanagement van de vierde staatsbank van China. In december 2018 verruilde Wellink de Bank of China voor ICBC, de grootste bank ter wereld. In maart 2022 trad hij af vanwege de pro-Russische houding van de autoriteiten in China na de Russische invasie van Oekraïne in 2022.

### Kritiek op de ECB
In 2016 uitte hij in een videointerview voor een ex-centraal bankier ongebruikelijk zware kritiek op het beleid van de Europese Centrale Bank.
Allereerst toonde hij zich drie maanden voor het referendum zeer bezorgd over Brexit, met name over de eventuele besmetting naar andere landen waarvoor het in de toekomst voor andere lidstaten makkelijker zal zijn om de EU in navolging van het UK te kunnen verlaten. 
Als reactie op de opmerking van zijn gesprekspartner dat "Wij leven nu in een wereld waar de centrale banken straffeloos geld kunnen scheppen zonder dat er rare dingen gebeuren", reageerde Wellink met de verontrustende opmerking: "Die rare dingen gaan nog gebeuren". Hij vergeleek de kwantitatieve versoepelingspolitiek van de ECB met kamikazepolitiek. Hij beschuldigde de ECB er van om coûte que coûte te willen vasthouden aan de tweeprocentsinflatiedoelstelling. De ECB zou daarbij voorbijgaan aan vele andere factoren die de inflatie beïnvloeden en zo disproportioneel bezig zijn. Hij sprak letterlijk de woorden uit het onzin te vinden dat de ECB beweert een "morele" en "juridische plicht" te hebben om deze tweeprocentsinflatiedoelstelling te bereiken. Ook zou de analyse van de ECB over de gevaren van een deflatoire spiraal aan alle kanten rammelen. De ECB zou zich verder schuldig maken aan het aantasten van de integriteit van het financieel systeem. Als dit te lang doorgaat is Wellinks angst dat het systeem op een gegeven moment zal breken. Hij maakte zich zorgen dat de ECB in de eerste helft van 2016 al dicht bij het punt of no return zat.

### Nevenactiviteiten en politieke affiliatie
Wellink is lid geweest van de Trilaterale commissie. Dit lidmaatschap werd door critici gezien als een belangenverstrengeling met zijn positie binnen De Nederlandsche Bank. Wellink bezocht tevens meermaals de jaarlijkse Bilderbergconferentie. Wellink is ook lid van het CDA.

## Onderscheidingen
Op 29 juni 2011 was Wellink benoemd tot Commandeur in de Orde van Oranje-Nassau. De onderscheiding werd tijdens zijn afscheidsreceptie uitgereikt door minister Jan Kees de Jager (CDA) van Financiën. Hij ontvangt de onderscheiding zowel voor de bijzondere prestaties die hij als president van De Nederlandsche Bank heeft verricht, als voor de prestaties die buiten zijn directe verantwoordelijkheid als president vallen, zoals de talrijke instituties en instanties waarvoor Wellink actief was. In 2008 ontving hij een eredoctoraat van de Universiteit van Tilburg.

## Kritiek op Wellink
Behalve de kritiek die hij kreeg als bankpresident, onder meer van de commissie-De Wit, is Wellink ook verweten dat hij een propagandist is van het Chinese regime. In interviews en in zijn boek Ontgelden (Amsterdam, 2020) zou hij uitsluitend oog hebben voor de economische groeicijfers en het macro-economisch beleid van China, maar de wandaden van het regime en de Communistische Partij van China verzwijgen. In dit verband is hij een fellow-traveller en propagandist genoemd. Inderdaad noemt Wellink in zijn boek noch de Oeigoeren, noch het verzet van de inwoners in Hong Kong. Dat hij de levenslange benoeming van president Xi Jinping in zijn boek bagatelliseert, stuitte tegen de borst van oud-PvdA-Kamerlid en FD-commentator Ed Groot.

### Conflict met Arendo Joustra
Een van zijn critici was Arendo Joustra, toenmalig hoofdredacteur van Elsevier, die zich niet kon voorstellen dat Wellink zijn ogen sloot voor de Chinese misstanden wegens het geld dat hij van beide Chinese banken ontving. Hij verbaasde zich erover dat Wellink in zijn boek Ontgelden wel schrijft over de onstuimige economische ontwikkelingen in China, maar met geen woord rept over de onderdrukking van Hongkong, Tibetanen, dissidenten, Oeigoeren en stemloze inwoners van China die uit hun huizen worden verdreven om het door Wellink geprezen netwerk van snelle treinen aan te leggen. "In het beste geval weet hij het niet, in het slechtste geval weet hij het wel, maar verzwijgt hij het. Wat is erger?", aldus Joustra.
Dit was tegen het zere been van Wellink, die uithaalde in een radio-interview met Sven Kockelmann in Sven op 1. "Als ik daar (bij Elsevier) in de board had gezeten of in de raad van toezicht, had ik die man meteen ontslagen. We praten over de hoofdredacteur van dat blad hè. Dit is eigenlijk de enige keer in al die jaren dat ik echt boos ben geweest", aldus Wellink. Joustra reageerde als volgt: "Waar je mee omgaat, daar word je mee besmet. Na tien jaar voor de Chinese overheid te hebben gewerkt, weet Wellink blijkbaar hoe je journalisten monddood moet maken. Gewoon ontslaan. Overigens heb ik juist geschreven dat ik me niet kan voorstellen dat Wellink vanwege een paar Chinese yuans te koop is. Waarom hij in zijn boek dan wel alle kritiek op het Chinese regime achterwege laat, blijft zo een raadsel.’

## Trivia
- LINT-treinstel 30 van vervoersmaatschappij Syntus is vernoemd naar Wellink.
- Als gevolg van een uit de hand gelopen studentengrap belandde Wellink in zijn jonge jaren in een Leidse gracht, waarbij hij een levensgevaarlijke infectie aan zijn been opliep. Hier heeft hij een stijve knie aan overgehouden.[22]
- Kreeg in 2007 in de pers de bijnaam Nout Fazio toen hij zich verzette tegen de overname van ABN AMRO door TCI. Wellink had eerder kritiek geuit op de handelwijze van centrale bank gouverneur Antonio Fazio toen hij ABN AMRO blokkeerde de Italiaanse bank Antonveneta over te nemen.
- In de op het boek gebaseerde televisieserie De Prooi, wordt het personage van Wellink gespeeld door acteur Victor Löw.